# Cukrzyca typu LADA
Utajona autoimmunologiczna cukrzyca dorosłych (ang. Latent autoimmune diabetes of adults, LADA), także autoimmunologiczna cukrzyca dorosłych o późnym początku jest to rodzaj wolno rozpoznanej cukrzycy typu 1, która występuje u dorosłych, często o wolniejszym przebiegu zachorowania. U dorosłych LADA może być początkowo zdiagnozowana jako cukrzyca typu 2 na podstawie ich wieku, zwłaszcza jeśli mają czynniki ryzyka rozwoju cukrzycy typu 2, takie jak występowanie cukrzycy w rodzinie lub otyłość.
Rozpoznanie opiera się na określeniu wysokiego poziomu cukru we krwi i stwierdzeniu, że niewydolność wysepek, a nie oporność na insulinę jest główną przyczyną; a także niskim poziomem peptydu C i podniesionym poziomem przeciwciał skierowanych przeciwko wyspom Langerhansa. Można ją leczyć tylko zwykłymi doustnymi lekami na cukrzycę typu 2, na pewien okres, po czym leczenie insuliną jest zwykle konieczne. Termin LADA został wprowadzony po raz pierwszy w 1993 roku.

## Objawy
Objawy utajonej cukrzycy autoimmunizacyjnej dorosłych są podobne do tych z innych form cukrzycy: nadmierne pragnienie i oddawanie moczu, często niewyraźne widzenie.
W porównaniu z cukrzycą typu 1 z dzieciństwa, objawy rozwijają się stosunkowo powoli.

## Diagnostyka
Cukrzyca autoimmunologiczna może pozostawać niezdiagnozowana u wielu osób chorych na cukrzycę – szacuje się, że nawet u ponad 50% osób, u których zdiagnozowano cukrzycę typu 2 niezwiązaną z otyłością, może występować w rzeczywistości LADA, choć jednocześnie też nie wszystkie osoby posiadające LADA są faktycznie szczupłe. U wszystkich tych dorosłych, którzy nie są otyli, a u których zdiagnozowano cukrzycę, należy rozważyć przeprowadzenie badań na:
- przeciwciała przeciw dekarboksylazie kwasu glutaminowego (GADA),
- przeciwciała przeciwwyspowe (ICA),
- przeciwciała związane z insulinoma (IA-2),
- przeciwciała przeciw transporterowi cynku (ZnT8).

Wskaźnik masy ciała może mieć dość ograniczone zastosowanie w powiązaniu z utajoną autoimmunologiczną cukrzycą.